# Премія Гільдії кіноакторів США за найкращу жіночу роль у драматичному серіалі
Премія Гільдії кіноакторів США за найкращу жіночу роль у драматичному серіалі — нагорода, яку щорічно з 1995 року вручає Гільдія кіноакторів США, щоб відзначити акторку, яка найкраще виконала роль у драматичному серіалі.

## Переможці та номінанти
Нижче наведено список переможниць і номінанток за кожен рік.
| Позначка | Значення                   |
| -------- | -------------------------- |
|          | Вказує на лауреатку премії |

### 1990-ті
| 1994 (1-ша)        |                    |                             |          |       |
| Кеті Бейкер        | Джилл Брок         | «Застава фехтувальників»    | CBS      | [ 1 ] |
| Свузі Керц         | Александра Баркер  | «Сестри»                    | NBC      | [ 1 ] |
| Анджела Ленсбері   | Джессіка Флетчер   | «Вона написала вбивство»    | CBS      | [ 1 ] |
| Джейн Сеймур       | Мікаела Квінн      | «Доктор Квінн, жінка-лікар» | CBS      | [ 1 ] |
| Сіселі Тайсон      | Керрі Грейс Беттл  | «Солодке правосуддя»        | NBC      | [ 1 ] |
| 1995 (2-га)        |                    |                             |          |       |
| Джилліан Андерсон  | Дейна Скаллі       | «Цілком таємно»             | Fox      | [ 2 ] |
| Крістін Лахті      | Кетрін Остін       | «Чиказька надія»            | CBS      | [ 2 ] |
| Шерон Лоуренс      | Сільвія Костас     | «Поліція Нью-Йорка»         | ABC      | [ 2 ] |
| Джуліанна Маргуліс | Керол Гетевей      | «Швидка допомога»           | NBC      | [ 2 ] |
| Сіла Ворд          | Теодора Соренсон   | «Сестри»                    | NBC      | [ 2 ] |
| 1996 (3-тя)        |                    |                             |          |       |
| Джилліан Андерсон  | Дейна Скаллі       | «Цілком таємно»             | Fox      | [ 3 ] |
| Кім Ділейні        | Даян Расселл       | «Поліція Нью-Йорка»         | ABC      | [ 3 ] |
| Крістін Лахті      | Кетрін Остін       | «Чиказька надія»            | CBS      | [ 3 ] |
| Делла Різ          | Тесс               | «Дотик ангела»              | CBS      | [ 3 ] |
| Джейн Сеймур       | Мікаела Квінн      | «Доктор Квінн, жінка-лікар» | CBS      | [ 3 ] |
| 1997 (4-та)        |                    |                             |          |       |
| Джуліанна Маргуліс | Керол Гетевей      | «Швидка допомога»           | NBC      | [ 4 ] |
| Джилліан Андерсон  | Дейна Скаллі       | «Цілком таємно»             | Fox      | [ 4 ] |
| Кім Ділейні        | Даян Расселл       | «Поліція Нью-Йорка»         | ABC      | [ 4 ] |
| Крістін Лахті      | Кетрін Остін       | «Чиказька надія»            | CBS      | [ 4 ] |
| Делла Різ          | Тесс               | «Дотик ангела»              | CBS      | [ 4 ] |
| 1998 (5-та)        |                    |                             |          |       |
| Джуліанна Маргуліс | Керол Гетевей      | «Швидка допомога»           | NBC      | [ 5 ] |
| Джилліан Андерсон  | Дейна Скаллі       | «Цілком таємно»             | Fox      | [ 5 ] |
| Кім Ділейні        | Даян Расселл       | «Поліція Нью-Йорка»         | ABC      | [ 5 ] |
| Крістін Лахті      | Кетрін Остін       | «Чиказька надія»            | CBS      | [ 5 ] |
| Енні Поттс         | Мері Елізабет Сімс | «Тепер в будь-який день»    | Lifetime | [ 5 ] |
| 1999 (6-та)        |                    |                             |          |       |
| Іді Фалко          | Кармела Сопрано    | «Клан Сопрано»              | HBO      | [ 6 ] |
| Джилліан Андерсон  | Дейна Скаллі       | «Цілком таємно»             | Fox      | [ 6 ] |
| Лоррейн Бракко     | Дженніфер Мелфі    | «Клан Сопрано»              | HBO      | [ 6 ] |
| Ненсі Маршанд      | Лівія Сопрано      | «Клан Сопрано»              | HBO      | [ 6 ] |
| Енні Поттс         | Мері Елізабет Сімс | «Тепер в будь-який день»    | Lifetime | [ 6 ] |

### 2000-ні
| 2000 (7-ма)        |                   |                                       |        |        |
| Еллісон Дженні     | Сі Джей Крегг     | «Західне крило»                       | NBC    | [ 7 ]  |
| Джилліан Андерсон  | Дейна Скаллі      | «Цілком таємно»                       | Fox    | [ 7 ]  |
| Іді Фалко          | Кармела Сопрано   | «Клан Сопрано»                        | HBO    | [ 7 ]  |
| Саллі Філд         | Меггі Вейзенскі   | «Швидка допомога»                     | NBC    | [ 7 ]  |
| Лорен Грем         | Лорелай Гілмор    | «Дівчата Гілмор»                      | The WB | [ 7 ]  |
| Сіла Ворд          | Лілі Меннінг      | «Знову і знову»                       | ABC    | [ 7 ]  |
| 2001 (8-ма)        |                   |                                       |        |        |
| Еллісон Дженні     | Сі Джей Крегг     | «Західне крило»                       | NBC    | [ 8 ]  |
| Лоррейн Бракко     | Дженніфер Мелфі   | «Клан Сопрано»                        | HBO    | [ 8 ]  |
| Стокард Ченнінг    | Еббі Бартлет      | «Західне крило»                       | NBC    | [ 8 ]  |
| Тайн Дейлі         | Максін Грей       | «Справедлива Емі»                     | CBS    | [ 8 ]  |
| Іді Фалко          | Кармела Сопрано   | «Клан Сопрано»                        | HBO    | [ 8 ]  |
| Лорен Грем         | Лорелай Гілмор    | «Дівчата Гілмор»                      | The WB | [ 8 ]  |
| 2002 (9-та)        |                   |                                       |        |        |
| Іді Фалко          | Кармела Сопрано   | «Клан Сопрано»                        | HBO    | [ 9 ]  |
| Лоррейн Бракко     | Дженніфер Мелфі   | «Клан Сопрано»                        | HBO    | [ 9 ]  |
| Еллісон Дженні     | Сі Джей Крегг     | «Західне крило»                       | NBC    | [ 9 ]  |
| Емі Бреннеман      | Емі Грей          | «Справедлива Емі»                     | CBS    | [ 9 ]  |
| Лілі Томлін        | Дебора Фідерер    | «Західне крило»                       | NBC    | [ 9 ]  |
| 2003 (10-та)       |                   |                                       |        |        |
| Френсіс Конрой     | Рут Фішер         | «Клієнт завжди мертвий»               | HBO    | [ 10 ] |
| Стокард Ченнінг    | Еббі Бартлет      | «Західне крило»                       | NBC    | [ 10 ] |
| Тайн Дейлі         | Максін Грей       | «Справедлива Емі»                     | CBS    | [ 10 ] |
| Дженніфер Гарнер   | Сідні Брістоу     | «Шпигунка»                            | ABC    | [ 10 ] |
| Маріска Гарґітай   | Олівія Бенсон     | «Закон і порядок: Спеціальний корпус» | NBC    | [ 10 ] |
| Еллісон Дженні     | Сі Джей Крегг     | «Західне крило»                       | NBC    | [ 10 ] |
| 2004 (11-та)       |                   |                                       |        |        |
| Дженніфер Гарнер   | Сідні Брістоу     | «Шпигунка»                            | ABC    | [ 11 ] |
| Дреа де Маттео     | Адріана Ла Серва  | «Клан Сопрано»                        | HBO    | [ 11 ] |
| Іді Фалко          | Кармела Сопрано   | «Клан Сопрано»                        | HBO    | [ 11 ] |
| Еллісон Дженні     | Сі Джей Крегг     | «Західне крило»                       | NBC    | [ 11 ] |
| Крістін Лахті      | Грейс Маккалістер | «Джек і Боббі»                        | The WB | [ 11 ] |
| 2005 (12-та)       |                   |                                       |        |        |
| Сандра О           | Крістіна Янг      | «Анатомія Грей»                       | ABC    | [ 12 ] |
| Патриція Аркетт    | Еллісон Дюбуа     | «Медіум»                              | NBC    | [ 12 ] |
| Джина Девіс        | Маккензі Аллен    | «Жінка-президент»                     | ABC    | [ 12 ] |
| Маріска Гарґітай   | Олівія Бенсон     | «Закон і порядок: Спеціальний корпус» | NBC    | [ 12 ] |
| Кіра Седжвік       | Бренда Лі Джонсон | «Шукачка»                             | TNT    | [ 12 ] |
| 2006 (13-та)       |                   |                                       |        |        |
| Чандра Вілсон      | Міранда Бейлі     | «Анатомія Грей»                       | ABC    | [ 13 ] |
| Патриція Аркетт    | Еллісон Дюбуа     | «Медіум»                              | NBC    | [ 13 ] |
| Іді Фалко          | Кармела Сопрано   | «Клан Сопрано»                        | HBO    | [ 13 ] |
| Маріска Гарґітай   | Олівія Бенсон     | «Закон і порядок: Спеціальний корпус» | NBC    | [ 13 ] |
| Кіра Седжвік       | Бренда Лі Джонсон | «Шукачка»                             | TNT    | [ 13 ] |
| 2007 (14-та)       |                   |                                       |        |        |
| Іді Фалко          | Кармела Сопрано   | «Клан Сопрано»                        | HBO    | [ 14 ] |
| Гленн Клоуз        | Петті Г'юз        | «Сутичка»                             | FX     | [ 14 ] |
| Саллі Філд         | Нора Вокер        | «Брати і сестри»                      | ABC    | [ 14 ] |
| Голлі Гантер       | Ґрейс Ганадарко   | «Врятувати Грейс»                     | TNT    | [ 14 ] |
| Кіра Седжвік       | Бренда Лі Джонсон | «Шукачка»                             | TNT    | [ 14 ] |
| 2008 (15-та)       |                   |                                       |        |        |
| Саллі Філд         | Нора Вокер        | «Брати і сестри»                      | ABC    | [ 15 ] |
| Маріска Гарґітай   | Олівія Бенсон     | «Закон і порядок: Спеціальний корпус» | NBC    | [ 15 ] |
| Голлі Гантер       | Ґрейс Ганадарко   | «Врятувати Грейс»                     | TNT    | [ 15 ] |
| Елізабет Мосс      | Пеггі Олсон       | «Божевільні»                          | AMC    | [ 15 ] |
| Кіра Седжвік       | Бренда Лі Джонсон | «Шукачка»                             | TNT    | [ 15 ] |
| 2009 (16-та)       |                   |                                       |        |        |
| Джуліанна Маргуліс | Алісія Флоррік    | «Гарна дружина»                       | CBS    | [ 16 ] |
| Патриція Аркетт    | Еллісон Дюбуа     | «Медіум»                              | NBC    | [ 16 ] |
| Гленн Клоуз        | Петті Г'юз        | «Сутичка»                             | FX     | [ 16 ] |
| Маріска Гарґітай   | Олівія Бенсон     | «Закон і порядок: Спеціальний корпус» | NBC    | [ 16 ] |
| Голлі Гантер       | Ґрейс Ганадарко   | «Врятувати Грейс»                     | TNT    | [ 16 ] |
| Кіра Седжвік       | Бренда Лі Джонсон | «Шукачка»                             | TNT    | [ 16 ] |

### 2010-ті
| 2010 (17-та)        |                                   |                                             |                           |        |
| Джуліанна Маргуліс  | Алісія Флоррік                    | «Гарна дружина»                             | CBS                       | [ 17 ] |
| Гленн Клоуз         | Петті Г'юз                        | «Сутичка»                                   | FX                        | [ 17 ] |
| Маріска Гарґітай    | Олівія Бенсон                     | «Закон і порядок: Спеціальний корпус»       | NBC                       | [ 17 ] |
| Елізабет Мосс       | Пеггі Олсон                       | «Божевільні»                                | AMC                       | [ 17 ] |
| Кіра Седжвік        | Бренда Лі Джонсон                 | «Шукачка»                                   | TNT                       | [ 17 ] |
| 2011 (18-та)        |                                   |                                             |                           |        |
| Джессіка Ленґ       | Констанс Ленгдон                  | «Американська історія жаху: Будинок-убивця» | FX                        | [ 18 ] |
| Кеті Бейтс          | Геррі Корн                        | «Закон Геррі»                               | NBC                       | [ 18 ] |
| Гленн Клоуз         | Петті Г'юз                        | «Сутичка»                                   | FX                        | [ 18 ] |
| Джуліанна Маргуліс  | Алісія Флоррік                    | «Гарна дружина»                             | CBS                       | [ 18 ] |
| Кіра Седжвік        | Бренда Лі Джонсон                 | «Шукачка»                                   | TNT                       | [ 18 ] |
| 2012 (19-та)        |                                   |                                             |                           |        |
| Клер Дейнс          | Керрі Матісон                     | «Батьківщина»                               | Showtime                  | [ 19 ] |
| Мішель Докері       | Мері Кровлі                       | «Абатство Даунтон»                          | ITV                       | [ 19 ] |
| Джессіка Ленґ       | Джуді Мартін                      | «Американська історія жаху: Притулок»       | FX                        | [ 19 ] |
| Джуліанна Маргуліс  | Алісія Флоррік                    | «Гарна дружина»                             | CBS                       | [ 19 ] |
| Меггі Сміт          | Вайолет Кровлі                    | «Абатство Даунтон»                          | ITV                       | [ 19 ] |
| 2013 (20-та)        |                                   |                                             |                           |        |
| Меггі Сміт          | Вайолет Кровлі                    | «Абатство Даунтон»                          | ITV                       | [ 20 ] |
| Джессіка Ленґ       | Фіона Гуд                         | «Американська історія жаху: Шабаш»          | FX                        | [ 20 ] |
| Анна Ґанн           | Скайлер Вайт                      | «Пуститися берега»                          | AMC                       | [ 20 ] |
| Клер Дейнс          | Керрі Матісон                     | «Батьківщина»                               | Showtime                  | [ 20 ] |
| Керрі Вашингтон     | Олівія Поуп                       | «Скандал»                                   | ABC                       | [ 20 ] |
| 2014 (21-ша)        |                                   |                                             |                           |        |
| Віола Девіс         | Анналіз Кітінг                    | «Як уникнути покарання за вбивство»         | ABC                       | [ 21 ] |
| Клер Дейнс          | Керрі Матісон                     | «Батьківщина»                               | Showtime                  | [ 21 ] |
| Джуліанна Маргуліс  | Алісія Флоррік                    | «Гарна дружина»                             | CBS                       | [ 21 ] |
| Тетяна Маслані      | Різні персонажі                   | «Чорна сирітка»                             | Space / BBC America       | [ 21 ] |
| Меггі Сміт          | Вайолет Кровлі                    | «Абатство Даунтон»                          | ITV                       | [ 21 ] |
| Робін Райт          | Клер Андервуд                     | «Картковий будинок»                         | Netflix                   | [ 21 ] |
| 2015 (22-га)        |                                   |                                             |                           |        |
| Віола Девіс         | Анналіз Кітінг                    | «Як уникнути покарання за вбивство»         | ABC                       | [ 22 ] |
| Клер Дейнс          | Керрі Матісон                     | «Батьківщина»                               | Showtime                  | [ 22 ] |
| Джуліанна Маргуліс  | Алісія Флоррік                    | «Гарна дружина»                             | CBS                       | [ 22 ] |
| Меггі Сміт          | Вайолет Кровлі                    | «Абатство Даунтон»                          | ITV                       | [ 22 ] |
| Робін Райт          | Клер Андервуд                     | «Картковий будинок»                         | Netflix                   | [ 22 ] |
| 2016 (23-тя)        |                                   |                                             |                           |        |
| Клер Фой            | Єлизавета II                      | «Корона»                                    | Netflix                   | [ 23 ] |
| Міллі Боббі Браун   | Одинадцять / Джейн                | «Дивні дива»                                | Netflix                   | [ 23 ] |
| Тенді Ньютон        | Мейв Міллей                       | «Край „Дикий Захід“»                        | HBO                       | [ 23 ] |
| Вайнона Райдер      | Джойс Баєрс                       | «Дивні дива»                                | Netflix                   | [ 23 ] |
| Робін Райт          | Клер Андервуд                     | «Картковий будинок»                         | Netflix                   | [ 23 ] |
| 2017 (24-та)        |                                   |                                             |                           |        |
| Клер Фой            | Єлизавета II                      | «Корона»                                    | Netflix                   | [ 24 ] |
| Міллі Боббі Браун   | Одинадцять / Джейн                | «Дивні дива»                                | Netflix                   | [ 24 ] |
| Лора Лінні          | Венді Бьорд                       | «Озарк»                                     | Netflix                   | [ 24 ] |
| Елізабет Мосс       | Джун Осборн / Фредова / Джозефова | «Оповідь служниці»                          | Hulu                      | [ 24 ] |
| Робін Райт          | Клер Андервуд                     | «Картковий будинок»                         | Netflix                   | [ 24 ] |
| 2018 (25-та)        |                                   |                                             |                           |        |
| Сандра О            | Єва Поластрі                      | «Вбиваючи Єву»                              | BBC America / BBC iPlayer | [ 25 ] |
| Джулія Гарнер       | Рут Ленгмор                       | «Озарк»                                     | Netflix                   | [ 25 ] |
| Лора Лінні          | Венді Бьорд                       | «Озарк»                                     | Netflix                   | [ 25 ] |
| Елізабет Мосс       | Джун Осборн / Фредова / Джозефова | «Оповідь служниці»                          | Hulu                      | [ 25 ] |
| Робін Райт          | Клер Андервуд                     | «Картковий будинок»                         | Netflix                   | [ 25 ] |
| 2019 (26-та)        |                                   |                                             |                           |        |
| Дженніфер Еністон   | Алекс Леві                        | «Ранкове шоу»                               | Apple TV+                 | [ 26 ] |
| Гелена Бонем Картер | Маргарет Роуз                     | «Корона»                                    | Netflix                   | [ 26 ] |
| Олівія Колман       | Єлизавета II                      | «Корона»                                    | Netflix                   | [ 26 ] |
| Джоді Комер         | Вілланель / Оксана Астанкова      | «Вбиваючи Єву»                              | BBC America / BBC iPlayer | [ 26 ] |
| Елізабет Мосс       | Джун Осборн / Фредова / Джозефова | «Оповідь служниці»                          | Hulu                      | [ 26 ] |

### 2020-ті
| 2020 (27-ма)      |                          |                    |           |        |
| Джилліан Андерсон | Маргарет Тетчер          | «Корона»           | Netflix   | [ 27 ] |
| Олівія Колман     | Єлизавета II             | «Корона»           | Netflix   | [ 27 ] |
| Емма Коррін       | Діана, принцеса Уельська | «Корона»           | Netflix   | [ 27 ] |
| Джулія Гарнер     | Рут Ленгмор              | «Озарк»            | Netflix   | [ 27 ] |
| Лора Лінні        | Венді Бьорд              | «Озарк»            | Netflix   | [ 27 ] |
| 2021 (28-ма)      |                          |                    |           |        |
| Чон Хо Йон        | Кан Се Бьок              | «Гра в кальмара»   | Netflix   | [ 28 ] |
| Дженніфер Еністон | Алекс Леві               | «Ранкове шоу»      | Apple TV+ | [ 28 ] |
| Різ Візерспун     | Бредлі Джексон           | «Ранкове шоу»      | Apple TV+ | [ 28 ] |
| Елізабет Мосс     | Джун Озборн              | «Оповідь служниці» | Hulu      | [ 28 ] |
| Сара Снук         | Шивон «Шів» Рой          | «Спадщина»         | HBO       | [ 28 ] |
| 2022 (29-та)      |                          |                    |           |        |
| Дженніфер Кулідж  | Таня МакКуоїд            | «Білий лотос»      | HBO       | [ 29 ] |
| Джулія Гарнер     | Рут Ленгмор              | «Озарк»            | Netflix   | [ 29 ] |
| Лора Лінні        | Венді Бьорд              | «Озарк»            | Netflix   | [ 29 ] |
| Елізабет Дебікі   | Принцеса Діана           | «Корона»           | Netflix   | [ 29 ] |
| Зендея            | Ру Беннет                | «Ейфорія»          | HBO       | [ 29 ] |
| 2022 (30-та)      |                          |                    |           |        |
| Елізабет Дебікі   | Принцеса Діана           | «Корона»           | Netflix   | [ 30 ] |
| Дженніфер Еністон | Алекс Леві               | «Ранкове шоу»      | Apple TV+ | [ 30 ] |
| Белла Рамзі       | Еллі                     | «Останні з нас»    | HBO       | [ 30 ] |
| Кері Рассел       | Кейт Вайлер              | «Дипломатка»       | Netflix   | [ 30 ] |
| Сара Снук         | Шивон Рой                | «Спадкоємці»       | HBO       | [ 30 ] |